# Michael Boardman
John Michael Boardman (13 de febrero de 1938 – 18 de marzo de 2021) fue un matemático cuya especialidad era la topología algebraica y diferencial. Estuvo afiliado a la Universidad de Cambridge, Inglaterra y a la Universidad Johns Hopkins en Baltimore, Maryland. Boardman fue más conocido por su construcción del primer modelo rigurosamente correcto de la categoría de espectros de homotopía.
Recibió su doctorado en la Universidad de Cambridge en 1964. Su asesor de tesis fue C.T.C. Wall.  En 2012 se convirtió en miembro de la Sociedad Matemática Estadounidense.  Murió el 18 de marzo de 2021. 

## Publicaciones seleccionadas
- Boardman, John M. (1967). «Singularities of differentiable maps». Publications Mathématiques de l'IHÉS 33: 21-57. doi:10.1007/BF02684585.
- Boardman, John Michael (1999). «Conditionally convergent spectral sequences». Homotopy invariant algebraic structures (Baltimore, MD, 1998). Contemporary Mathematics 239. Providence, RI: American Mathematical Society. pp. 49-84. ISBN 978-0-8218-1057-6. doi:10.1090/conm/239/03597.

## Otras lecturas
- Meyer, Jean-Pierre; Jack Morava, Jack; Jack Morava, eds. (1999). Homotopy invariant algebraic structures. A conference in honor of J. Michael Boardman. Contemporary Mathematics 239. Providence, RI: American Mathematical Society. ISBN 978-0-8218-1057-6. doi:10.1090/conm/239.